# Nikki Blonsky
Nicole Margaret (Nikki) Blonsky (Great Neck (New York), 9 november 1988) is een Amerikaans actrice en zangeres. Ze is vooral bekend van haar rol als Tracy Turnblad in de film Hairspray.

## Biografie
Blonsky is geboren als Nicole Margaret Blonsky. Haar moeder is Karen (Smeja), een schoolhulp, en haar vader is Carl Blonsky, een ambtenaar van watervervuiling. Blonsky's carrière kwam goed op gang met 'Hairspray'. Ze heeft een broer, Joey. Blonsky slaagde van de 'Great Neck Village School' in juni 2006, nadat ze van de 'Great Neck North High School' kwam. Blonsky's vader is Joods en haar moeder katholiek, Blonsky is katholiek opgevoed.
Toen Blonsky 15 was, zag zij voor het eerst de Broadway musical 'Hairspray', vanaf dat moment wilde zij de rol van Tracy Turnblad spelen. Op 16-jarige leeftijd deed zij auditie voor een Broadway uitvoering van de musical, maar werd niet gekozen omdat ze te jong was. Toen zij op 17-jarige leeftijd zag dat er naar een Tracy Turnblad gezocht werd voor de film heeft ze een auditietape opgestuurd. Blonsky was werkzaam in een ijssalon toen zij te horen kreeg dat zij, na 5 maanden van audities, de rol van Tracy Turnblad had gekregen.

## Filmografie
- Ghost in the Graveyard (2019) als Mrs. E
- Pup Star (2016) als Lady Paw Paw, stem
- The English Teacher (2013) als Sheila Nussbaum
- Geography Club (2013) als Terese
- Waiting for Forever (2010) als Dolores
- Harold (2008) als Rhonda
- Queen Sized (2008) als Maggie
- Hairspray (2007) als Tracy Turnblad